# 重庆双溪机械厂
重庆双溪机械厂，是在1965年成立，又名國營147厂，中國兵器裝備集團原旗下公司，位於中国重慶市綦江区赶水镇洋渡村小河沟。
主要業務當時生產軍用產品，後來轉為生產重型機械和汽車等產品。直至在2003年，和另外四川庆岩机械厂、四川红泉仪表厂、重庆渝州齿轮厂、重庆庆江机器厂、重庆平山机械厂、四川红山铸造厂、重庆铸钢厂、重庆青江机械厂合併，由重慶大江工業有限責任公司取代。

## 外部連結
- 重慶大江工業有限責任公司

28°39′1.721″N 106°40′28.315″E / 28.65047806°N 106.67453194°E